# Ronald Lacey
Ronald Lacey, né le 28 septembre 1935 à Harrow et mort le 15 mai 1991 à Londres. est un acteur britannique.

## Biographie
Après un an de service militaire, il partit étudier l'expression dramatique à la London Academy of Music and Dramatic Art. Il obtient son premier rôle en 1959 dans une dramatique télévisée inspirée d'un roman de J. Conrad, L'Agent secret. Son physique singulier (absence de sourcils, yeux globulaires et menton fuyant) et sa voix aiguë l'ont peu à peu confiné, à la scène comme à l'écran, aux personnages étranges, fourbes ou malveillants. Ses origines galloises ont sans doute pesé dans son interprétation du film biographique sur le poète contemporain Dylan Thomas, que le critique de télévision Clive James a qualifié de « morceau de bravoure. » 
En France, il est surtout connu pour son interprétation du nazi Toht dans le film Les Aventuriers de l'arche perdue.
Il meurt en 1991 d'une insuffisance hépatique.

## Filmographie
- 1962 : The Boys : Billy Herne
- 1963 : Docteur en détresse (Doctor in Distress) : le client du café
- 1964 : L'Ange pervers (Of Human Bondage) : 'Matty' Mathews
- 1965 : Catch Us If You Can : Yeano (beatnik)
- 1965 : A Day Out for Lucy (TV)
- 1967 : Great Expectations (série TV) : Orlick
- 1967 : Le Bal des vampires (The Fearless Vampire Killers) : L'idiot du village
- 1967 : Comment j'ai gagné la guerre (How I Won the War) : Spool
- 1967 : The White Bus
- 1967 : Chapeau melon et bottes de cuir :
  - Humbert
  - l'étrange jeune homme (épisode Le Joker)
- 1968 : Otley : Curtis
- 1969 : These Men Are Dangerous (série TV)
- 1970 : The Vessel of Wrath (TV) : Controleur
- 1970 : The Adventures of Don Quick (série TV) : Sergeant Sam Czopanser (unknown episodes)
- 1970 : Take a Girl Like You : Graham
- 1971 : Crucible of Terror : Michael
- 1971 : Say Hello to Yesterday : Car Park Attendant
- 1971-1972: Jason King, série télévisée (25 épisodes)
- 1972 : Disciple of Death : Parson
- 1973 : Gawain and the Green Knight : Oswald
- 1973 : Les Décimales du futur (The Final Programme) : Shades
- 1975 : The Fight Against Slavery (feuilleton TV) : Charles James Fox
- 1975 : The Old Curiosity Shop (en) de Michael Tuchner : Harris
- 1976 : The Likely Lads : Ernie
- 1976 : Chapeau melon et bottes de cuir (feuilleton TV) : Hong Kong Harry
- 1976 : Our Mutual Friend (feuilleton TV) : Mr. Venus
- 1977 : L'Embrouille (Charleston) : Frankie
- 1978 : The Mayor of Casterbridge (feuilleton TV) : Jopp
- 1978 : Dylan (TV) : Dylan Thomas
- 1979 : L'Ultime Attaque (Zulu Dawn) : Norris Newman
- 1979 : Tropic (série TV) : Geoffrey Turvey
- 1980 : Nijinski : Leon Bakst
- 1981 : Tiny Revolutions (TV)
- 1981 : Les Aventuriers de l'arche perdue (Raiders of the Lost Ark) : Major Arnold Toht
- 1982 : P.O.S.H (TV) : Mr. Vicarage
- 1982 : Tangiers : Wedderburn
- 1982 : Firefox, l'arme absolue (Firefox) : Semelovsky
- 1983 : The Rothko Conspiracy (TV) : Frank Lloyd
- 1983 : Meurtres à Malte (Trenchcoat) : Princess Aida
- 1983 : Barbe d'or et les Pirates (Yellowbeard) : l'homme au perroquet
- 1983 : The Hound of the Baskervilles (TV) : Inspector Lestrade
- 1983 : Sahara : Beg
- 1984 : Making the Grade (en), de Dorian Walker : Nicky
- 1984 : L'Épée du vaillant (Sword of the Valiant: The Legend of Sir Gawain and the Green Knight) : Oswald
- 1984 : Les Aventures de Buckaroo Banzaï à travers la 8e dimension (The Adventures of Buckaroo Banzai Across the 8th Dimension) : President Widmark
- 1985 : Invitation to the Wedding : Clara / Charles Eatwell
- 1985 : Kalidor (Red Sonja) : Ikol
- 1985 : La Chair et le Sang (Flesh+Blood) : Cardinal
- 1985 : Minder on the Orient Express (TV) : Harry Ridler
- 1986 : Blackadder épisode "Money" : L'évèque de Bath and Wells
- 1986 : Into the Darkness : Andrew Golding
- 1986 : Lone Runner (Per un pugno di diamanti) : Misha
- 1986 : Sky Bandits (en) de Zoran Perisic (en) : Fritz
- 1986 : Mad Mission 4: Rien ne sert de mourir (Zuijia paidang zhi qianli jiu chaipo) : Leader of the Villains
- 1988 : The Assassinator : Stewart
- 1988 : Jailbird Rock : Warden Bauman
- 1988 : Dawn of an Evil Millennium
- 1988 : Pour une nuit d'amour (Manifesto) : le conducteur
- 1988 : La Grande Évasion 2 (The Great Escape II: The Untold Story) de Paul Wendkos et Jud Taylor  (TV) : Winston Churchill
- 1989 : Stalingrad : Winston Churchill
- 1989 : The Nightmare Years (feuilleton TV) : Emil Luger
- 1989 : Indiana Jones et la Dernière Croisade (Indiana Jones and the Last Crusade) : Heinrich Himmler
- 1989 : Valmont : José
- 1990 : Tendre choc (Face to Face) (TV) : Dr Brinkman
- 1991 : The Strauss Dynasty (feuilleton TV) : Bauer
- 1992 : Landslide : Fred Donner
- 1993 : Angely smerti

## Voix françaises
- Philippe Mareuil
- Jacques Ebner
- Michel Gatineau
- Michel Bedetti
- Henri Labussière
- Jacques Feyel
- Teddy Bilis
- Serge Sauvion
- Georges Riquier